# 反ソ連デー

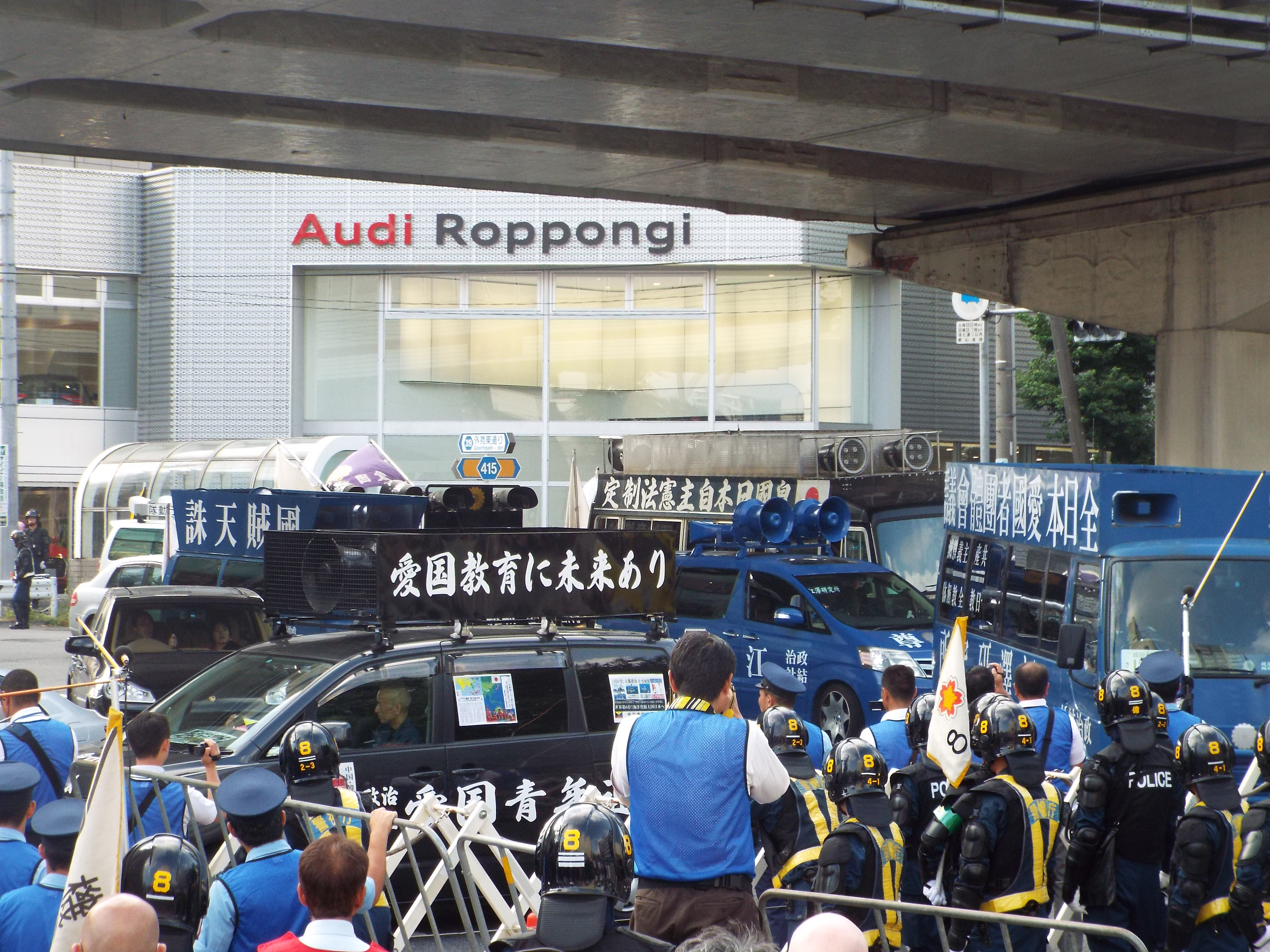
2015年8月9日 飯倉片町交差点

反ソ連デー（はんソれんデー）とは、記念日の1つ。毎年8月9日である。略称は「反ソデー」である。またソビエト連邦の崩壊に伴い、後継国家のロシアの名を冠した「反ロシアデー」「反ロデー」ともいう。
ここでは記念日としているが、公的及び他者や社会に承認及び認知されているものではなく、右翼団体等により、行われている行事である。

## 概要
1945年のこの日、ソビエト連邦は日ソ中立条約を破棄して対日参戦を敢行。また、大日本帝国の傀儡である満州国へ侵攻した（長崎市への原子爆弾投下と同日）。
満9年の1954年、日本の右翼・民族派は、これらソ連の一連の行動を弾劾すべく、大日本愛国党主催の「滅共反ソ国民大会」が新橋駅前で開かれた。福田素顕は資金調達、赤尾敏は演説会、荒原朴水はデモと、それぞれ役割を分担した。大会終了後、約40人がソビエト連邦代表部に移動して抗議活動を行い、更には鉄門を破って侵入、警察官を負傷させる事件が発生した。この事件で荒原・福田進・及川秀雄の3人が起訴され、有罪判決（荒原に懲役4月・執行猶予2年、福田に罰金2万円）を受けた。右翼はこの事件を「義挙」とし、以降毎年この8月9日を「反ソ連デー」として位置づけ、ロシア大使館近辺で街宣活動を行うようになった。
2008年開催の東京湾大華火祭は、例年通りの開催日とされる8月第2土曜日が反ソ連デーと重複するため、警備上の観点から翌日曜日（8月10日）開催となった。

## 参考文献

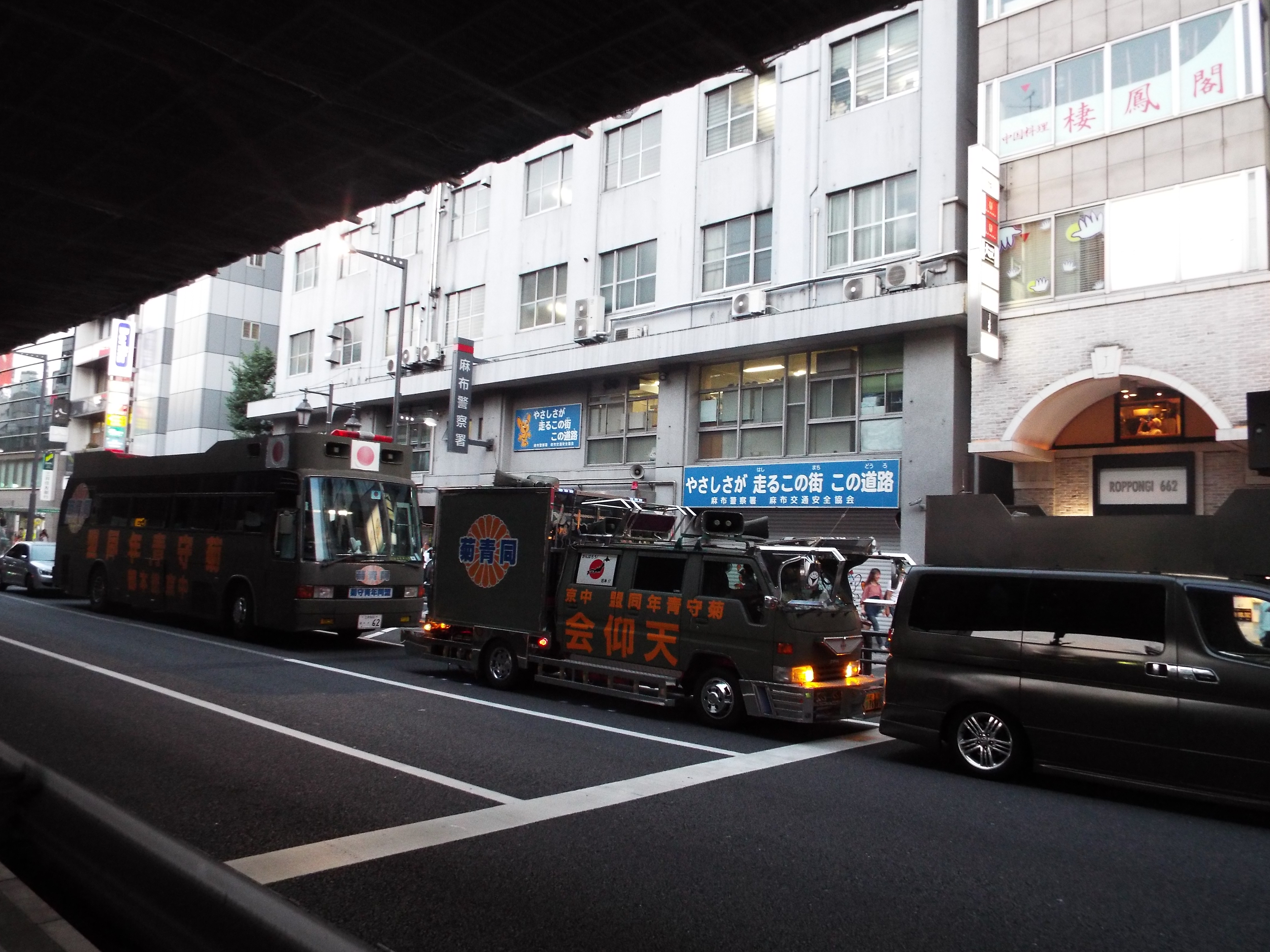
2015年8月9日 麻布警察署前